# DBP
DBP (англ. D-box binding PAR bZIP transcription factor) – білок, який кодується однойменним геном, розташованим у людей на короткому плечі 19-ї хромосоми. Довжина поліпептидного ланцюга білка становить 325 амінокислот, а молекулярна маса — 34 349.
| 10         |  | 20         |  | 30         |  | 40         |  | 50         |
| ---------- |  | ---------- |  | ---------- |  | ---------- |  | ---------- |
| MARPVSDRTP |  | APLLLGGPAG |  | TPPGGGALLG |  | LRSLLQGTSK |  | PKEPASCLLK |
| EKERKAALPA |  | ATTPGPGLET |  | AGPADAPAGA |  | VVGGGSPRGR |  | PGPVPAPGLL |
| APLLWERTLP |  | FGDVEYVDLD |  | AFLLEHGLPP |  | SPPPPGGPSP |  | EPSPARTPAP |
| SPGPGSCGSA |  | SPRSSPGHAP |  | ARAALGTASG |  | HRAGLTSRDT |  | PSPVDPDTVE |
| VLMTFEPDPA |  | DLALSSIPGH |  | ETFDPRRHRF |  | SEEELKPQPI |  | MKKARKIQVP |
| EEQKDEKYWS |  | RRYKNNEAAK |  | RSRDARRLKE |  | NQISVRAAFL |  | EKENALLRQE |
| VVAVRQELSH |  | YRAVLSRYQA |  | QHGAL      |  |            |  |            |

A: Аланін

C: Цистеїн

D: Аспарагінова кислота

E: Глутамінова кислота

F: Фенілаланін

G: Гліцин

H: Гістидин

I: Ізолейцин

K: Лізин

L: Лейцин

M: Метіонін

N: Аспарагін

P: Пролін

Q: Глутамін

R: Аргінін

S: Серин

T: Треонін

V: Валін

W: Триптофан

Кодований геном білок за функціями належить до активаторів, фосфопротеїнів. 
Задіяний у таких біологічних процесах, як транскрипція, регуляція транскрипції, біологічні ритми. 
Білок має сайт для зв'язування з ДНК. 
Локалізований у ядрі.